# Jan Ilburk Voračický z Paběnic
Jan Ilburk Voračický z Paběnic (německy Johann Ilburg Woracziczky von Babienitz, asi 1585 - 1645) byl český šlechtic z rodu Voračických z Paběnic. Strýc
 

## Život

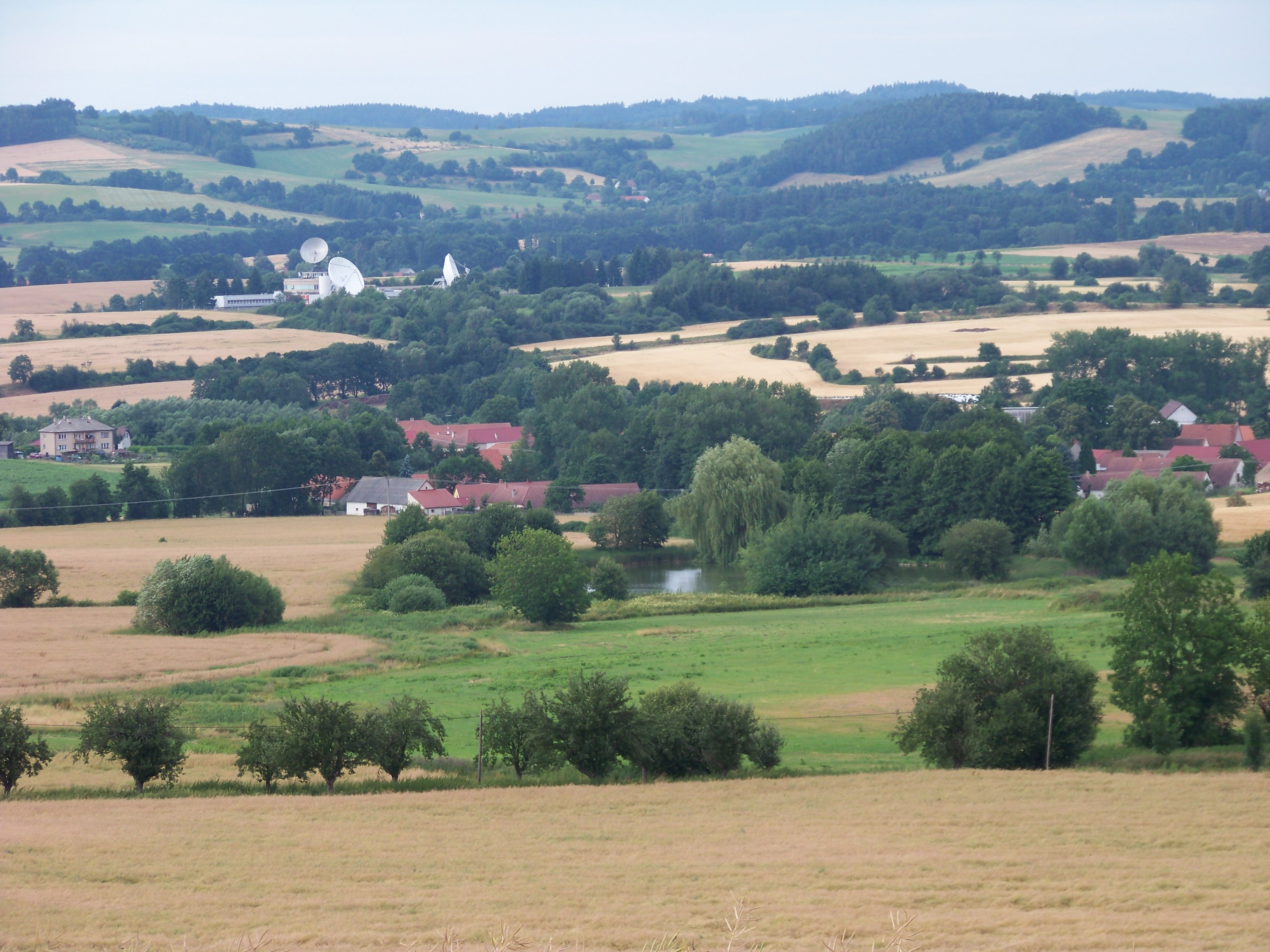
Měšetické panství

Narodil se jako syn Jana Vojtěcha († 1627) a jeho manželky Kateřiny Chrtovny ze Rtína, kteří od roku 1594 vlastnili Měšetice. Po jejich smrti pak majetek převzali jejich synové, bratři Jan Ilburk, Jan Lipolt a Vilém. 
Později držel také panství Proseč a v roce 1642 koupil v Táboře Hejlovský dům a v roce 1649 statek Myslov.
Jan Ilburk, stejně jako jeho bratři, stál ve stavovském povstání na straně císaře.

### Rodina
Jan Ilburk byl dvakrát ženat: 
1. Lidmila Veronika Leskovcová z Leskovce, dcera Jana Kryštofa Leskovce, jehož majetek se později dostal povětšinou do rukou Voračických. S ní měl syny Kryštofa Karla (* 1650), Augustina Norberta a Lipolta Viléma.
2. Anna Magalena Kořenská z Terešova